# Campeonato da Itália de Ciclismo em Pista
Os campeonatos da Itália de ciclismo em pista são os campeonatos nacionais de ciclismo em pista da Itália, organizados pela Federação Ciclista Italiana.

## Palmarés

### Homens

#### Quilómetro
| Ano  | Vencedor          | Segundo             | Terceiro              |
| ---- | ----------------- | ------------------- | --------------------- |
| 2003 | Saveriano Sangion | Marco Frossa        | Domenico Mei          |
| 2004 | Saveriano Sangion | Ivan Ravaioli       | Alessandro Bernardini |
| 2005 | Saveriano Sangion | Marco Brossa        | Alessandro Bernardini |
| 2006 | Marco Brossa      | Saveriano Sangion   | Enrico Peruffo        |
| 2007 | Marco Brossa      | Saveriano Sangion   | Alessandro Bernardini |
| 2008 | Luca Ceci         | Andrea Guardini     | Matteo Pelucchi       |
| 2009 | Francesco Ceci    | Luca Ceci           | Alessandro Bernardini |
| 2010 | Francesco Ceci    | Luca Ceci           | Loris Paoli           |
| 2011 | Francesco Ceci    | Luca Ceci           | Elia Viviani          |
| 2012 | Francesco Ceci    | Luca Ceci           | Loris Paoli           |
| 2013 | Francesco Ceci    | Elia Viviani        | Marco Coledan         |
| 2014 | Francesco Ceci    | Davide Ceci         | Riccardo Minali       |
| 2015 | Francesco Ceci    | Luca Ceci           | Davide Ceci           |
| 2016 | Francesco Ceci    | Michele Scartezzini | Dario Zampieri        |

#### Keirin
| Ano  | Vencedor           | Segundo            | Terceiro           |
| ---- | ------------------ | ------------------ | ------------------ |
| 1980 | Nazzareno Berto    | Giordano Turrini   | Giovanni Mantovani |
| 1981 | Guido Bontempi     | Moreno Capponcelli | Giordano Turrini   |
| 1982 | Ottavio Dazzan     | Moreno Capponcelli | Paolo Rosola       |
| 1983 | Ottavio Dazzan     | Nazzareno Berto    | Moreno Capponcelli |
| 1984 | Moreno Capponcelli | Ottavio Dazzan     | Silvano Ricco      |
| 1985 | Claudio Golinelli  |                    |                    |
| 1986 | Ottavio Dazzan     |                    |                    |
| 1987 | Claudio Golinelli  |                    |                    |
| 1988 | Claudio Golinelli  |                    |                    |
| 1990 | Claudio Golinelli  |                    |                    |
| 1991 | Claudio Golinelli  |                    |                    |
| 2004 | Roberto Chiappa    | Domenico Mei       | Enrico Rossi       |
| 2005 | Roberto Chiappa    | Domenico Mei       | Marco Brossa       |
| 2007 | Roberto Chiappa    | Marco Brossa       | Saveriano Sangion  |
| 2008 | Roberto Chiappa    | Andrea Guardini    | Luca Ceci          |
| 2009 | Roberto Chiappa    | Francesco Ceci     | Luca Ceci          |
| 2010 | Francesco Ceci     | Roberto Chiappa    | Luca Ceci          |
| 2011 | Francesco Ceci     | Luca Ceci          | Valerio Catellini  |
| 2012 | Luca Ceci          | Francesco Ceci     | Loris Paoli        |
| 2013 | Francesco Ceci     | Davide Ceci        | Luca Ceci          |
| 2014 | Francesco Ceci     | Andrea Guardini    | Davide Ceci        |
| 2016 | Francesco Ceci     | Luca Ceci          | Davide Ceci        |
| 2017 | Dario Zampieri     | Francesco Ceci     | Luca Ceci          |
| 2018 | Francesco Ceci     | Luca Ceci          | Dario Zampieri     |
| 2019 | Francesco Ceci     | Matteo Bianchi     | Davide Finatti     |

#### Velocidade
| Ano  | Vencedor                 | Segundo                    | Terceiro            |
| ---- | ------------------------ | -------------------------- | ------------------- |
| 1884 | Giuseppe Loretz          | Adolfo Pietro Mazza        | Emanuele Tortarolo  |
| 1891 | Ambrogio Robecchi        | Luigi Cantu                |                     |
| 1893 | Adolfo Ruscelli          | Romolo Buni                | Giuseppe Genta      |
| 1894 | Narciso Massa            | Carlo Dani                 | Edoardo Dunn        |
| 1895 | Pietro Bixio             | Giuseppe Nuvolari          | Narciso Massa       |
| 1896 | Luigi Pontecchi          | Ettore Pasini              | Vincenzo Lanfranchi |
| 1897 | Gianferdinando Tomaselli | Ettore Pasini              | Diego Conelli       |
| 1899 | Gianferdinando Tomaselli | Federico Momo              |                     |
| 1900 | Luigi Giuseppe Singrossi |                            |                     |
| 1901 | Umberto Ferrari          |                            |                     |
| 1902 | Antonio Restelli         |                            |                     |
| 1903 | Pietro Bixio             |                            |                     |
| 1904 | Pietro Bixio             |                            |                     |
| 1905 | Angelo Gardellin         | Umberto Ferrari            | Agostino Granaglia  |
| 1906 | Francesco Verri          |                            |                     |
| 1907 | Francesco Verri          |                            |                     |
| 1908 | Francesco Verri          |                            |                     |
| 1909 | Francesco Verri          |                            |                     |
| 1910 | Francesco Verri          |                            |                     |
| 1911 | Francesco Verri          | Walter Gugliermo Morisetti |                     |
| 1912 | Amedeo Polledri          | Francesco Verri            | Cessar Moretti      |
| 1913 | Angelo Gardellin         |                            |                     |
| 1914 | Amedeo Polledri          |                            |                     |
| 1919 | Orlando Piani            | Palmiro Mori               |                     |
| 1920 | Francesco Verri          |                            |                     |
| 1921 | Francesco Verri          |                            |                     |
| 1922 | Cessar Moretti           | Palmiro Mori               |                     |
| 1923 | Cessar Moretti           | Armido Rizzetto            |                     |
| 1924 | Cessar Moretti           | Palmiro Mori               |                     |
| 1925 | Cessar Moretti           | Palmiro Mori               | Pietro Linari       |
| 1926 | Cessar Moretti           | Palmiro Mori               |                     |
| 1927 | Cessar Moretti           | Gugliermo Bossi            |                     |
| 1928 | Mario Bergamini          | Pietro Linari              |                     |
| 1929 | Pietro Linari            |                            |                     |
| 1930 | Mario Bergamini          | Gugliermo Bossi            |                     |
| 1931 | Avanti Martinetti        |                            |                     |
| 1932 | Avanti Martinetti        |                            |                     |
| 1934 | Bruno Pellizzari         | Pietro Linari              |                     |
| 1935 | Bruno Pellizzari         |                            |                     |
| 1936 | Avanti Martinetti        | Pietro Linari              |                     |
| 1937 | Avanti Martinetti        |                            |                     |
| 1938 | Benedetto Pola           | Severino Rigoni            |                     |
| 1939 | Bruno Loatti             |                            |                     |
| 1940 | Primo Bergomi            | Severino Rigoni            |                     |
| 1941 | Italo Astolfi            | Benedetto Pola             |                     |
| 1942 | Italo Astolfi            | Benedetto Pola             |                     |
| 1943 | Primo Bergomi            | Severino Rigoni            |                     |
| 1945 | Primo Bergomi            | Benedetto Pola             | Severino Rigoni     |
| 1946 | Italo Astolfi            | Primo Bergomi              | Benedetto Pola      |
| 1947 | Italo Astolfi            | Primo Bergomi              |                     |
| 1948 | Italo Astolfi            | Primo Bergomi              |                     |
| 1949 | Italo Astolfi            | Fernando Terruzzi          |                     |
| 1950 | Italo Astolfi            |                            |                     |
| 1951 | Mario Ghella             | Primo Bergomi              |                     |
| 1952 | Antonio Maspes           | Primo Bergomi              |                     |
| 1953 | Antonio Maspes           |                            |                     |
| 1954 | Antonio Maspes           |                            |                     |
| 1955 | Enzo Sacchi              |                            |                     |
| 1956 | Antonio Maspes           |                            |                     |
| 1957 | Antonio Maspes           |                            |                     |
| 1958 | Giuseppe Ogna            | Antonio Maspes             |                     |
| 1959 | Antonio Maspes           |                            |                     |
| 1960 | Antonio Maspes           |                            |                     |
| 1961 | Antonio Maspes           |                            |                     |
| 1962 | Antonio Maspes           |                            |                     |
| 1963 | Antonio Maspes           | Sante Gaiardoni            | Giuseppe Beghetto   |
| 1964 | Sante Gaiardoni          | Antonio Maspes             | Giuseppe Beghetto   |
| 1965 | Antonio Maspes           |                            |                     |
| 1966 | Sergio Bianchetto        | Giuseppe Beghetto          | Angelo Damiano      |
| 1967 | Giuseppe Beghetto        |                            |                     |
| 1968 | Giuseppe Beghetto        | Giovanni Pettenella        | Antonio Maspes      |
| 1969 | Giuseppe Beghetto        | Angelo Damiano             | Sante Gaiardoni     |
| 1970 | Giordano Turrini         | Sante Gaiardoni            | Angelo Damiano      |
| 1971 | Giordano Turrini         | Giuseppe Beghetto          | Luigi Borghetti     |
| 1972 | Giordano Turrini         | Luigi Borghetti            | Giuseppe Beghetto   |
| 1973 | Ezio Cardi               | Giordano Turrini           | Luigi Borghetti     |
| 1974 | Giordano Turrini         | Ezio Cardi                 | Luigi Borghetti     |
| 1975 | Giordano Turrini         | Ezio Cardi                 | Luigi Borghetti     |
| 1976 | Ezio Cardi               | Giordano Turrini           | Luigi Borghetti     |
| 1977 | Ezio Cardi               | Giordano Turrini           | Dino Verzini        |
| 1978 | Giordano Turrini         | Stefano Notari             | Giorgio Nalesso     |
| 1979 | Giordano Turrini         | Stefano Notari             | Paolo Rosola        |
| 1980 | Giordano Turrini         | Moreno Capponcelli         | Nazzareno Berto     |
| 1981 | Moreno Capponcelli       | Guido Bontempi             | Mario Pavirani      |
| 1982 | Ottavio Dazzan           | Moreno Capponcelli         | Bodei               |
| 1983 | Ottavio Dazzan           | Moreno Capponcelli         | Nazzareno Berto     |
| 1984 | Ottavio Dazzan           | Moreno Capponcelli         | Paolo Rosola        |
| 1985 | Ottavio Dazzan           |                            |                     |
| 1986 | Claudio Golinelli        |                            |                     |
| 1987 | Ottavio Dazzan           |                            |                     |
| 1988 | Claudio Golinelli        |                            |                     |
| 1989 | Claudio Golinelli        |                            |                     |
| 1990 | Claudio Golinelli        |                            |                     |
| 1991 | Claudio Golinelli        |                            |                     |
| 1993 | Roberto Chiappa          |                            |                     |
| 2003 | Roberto Chiappa          | Domenico Mei               | Gabriele Gentile    |
| 2004 | Roberto Chiappa          | Gabriele Gentile           | Domenico Mei        |
| 2005 | Roberto Chiappa          | Domenico Mei               | Marco Brossa        |
| 2006 | Roberto Chiappa          | Marco Brossa               | Gabriele Gentile    |
| 2007 | Roberto Chiappa          | Marco Brossa               | Luca Lupo           |
| 2008 | Roberto Chiappa          | Andrea Guardini            | Luca Ceci           |
| 2009 | Roberto Chiappa          | Luca Ceci                  | Francesco Ceci      |
| 2010 | Roberto Chiappa          | Francesco Ceci             | Luca Ceci           |
| 2011 | Luca Ceci                | Francesco Ceci             | Valerio Catellini   |
| 2012 | Luca Ceci                | Francesco Ceci             | Davide Ceci         |
| 2013 | Francesco Ceci           | Luca Ceci                  | Giacomo Do Rosario  |
| 2014 | Davide Ceci              | Francesco Ceci             | Luca Ceci           |
| 2015 | Francesco Ceci           | Luca Ceci                  | Davide Ceci         |
| 2016 | Luca Ceci                | Davide Ceci                | Francesco Ceci      |
| 2017 | Luca Ceci                | Davide Ceci                | Dario Zampieri      |
| 2018 | Francesco Ceci           | Luca Ceci                  | Dario Zampieri      |
| 2019 | Francesco Ceci           | Matteo Bianchi             | Davide Boscaro      |

#### Velocidade por equipas
| Ano  | Vencedor                                                               | Segundo                                                              | Terceiro                                                                      |
| ---- | ---------------------------------------------------------------------- | -------------------------------------------------------------------- | ----------------------------------------------------------------------------- |
| 2003 | Misto Gabriele Gentile Domenico Mei Saveriano Sangion                  | Veneto Michele Calvaresi Martino Marcotto Danilo Napolitano          | Emilia-Romagna Loris Gobbi Alessandro Mazzolani Matteo Montaguti              |
| 2004 | Misto Gabriele Gentile Domenico Mei Saveriano Sangion                  | -- Alessandro Bernardini Alberto Cuatolo Gianluca Geremia            | -- Alex Buttazzoni Diego Kanda Andrea Pinos                                   |
| 2005 | Misto Marco Brossa Roberto Chiappa Morgan Tamiazzo                     |                                                                      |                                                                               |
| 2006 | Misto Marco Brossa Roberto Chiappa Saveriano Sangion                   | Misto Alessandro Bernardini Martino Marcotto Danilo Napolitano       | Misto Stefano Conti Fabio Pavani Simone Salet                                 |
| 2007 | Misto Marco Brossa Roberto Chiappa Ivan Quaranta                       | Veneto TEM Alessandro Bernardini Matteo Busato Martino Marcotto      | Veneto B Gianpolo Biolo Alessandro Cantone Francesco Kanda                    |
| 2008 | Misto Francesco Ceci Luca Ceci Roberto Chiappa Giuseppe Stefano Fiorin | Misto Alessandro Bernardini Gianpolo Biolo Andrea Guardini           | Misto Fabio Chinello Filippo Dal Pozzolo Filippo Fortin                       |
| 2009 | Misto Francesco Ceci Luca Ceci Andrea Guardini                         | Misto Gianpolo Biolo Roberto Chiappa Andrea Prati                    | Misto Filippo Dal Pozzolo Alex Marchesini Stefano Melegaro                    |
| 2010 | Misto Roberto Chiappa Loris Paoli Andrea Prati                         | Anda Valerio Catellini Francesco Ceci Luca Ceci                      | Veneto Ivan Balykin Alessandro Bernardini Omar Bertazzo                       |
| 2011 | Team Ceci Dreambike Valerio Catellini Francesco Ceci Luca Ceci         | G.S. Cicli Maggioni Cristian Bettinelli Andrea Prati Erik Tomarelli  | U.S. Fausto Coppi Ivan Balykin Maurizio Damiano Nicolò Rocchi                 |
| 2012 | Misto Luca Ceci Loris Paoli Lorenzo Vischia                            | Team Ceci Dreambike Davide Ceci Francesco Ceci Giacomo Do Rosario    | S.C. Pedale Agratese Tommaso Barbieri Andrea Prati Erik Tomarelli             |
| 2013 | Misto Paolo Marti Luca Ceci Giacomo Do Rosario                         | Misto Elia Viviani Paolo Simion Marco Coledan                        | Misto Andrea Prati Erik Tomarelli Jakub Mareczko                              |
| 2014 | Misto Davide Ceci Francesco Ceci Giacomo Do Rosario                    | Misto Simone Consonni Andrea Guardini Jakub Mareczko Riccardo Minali | Team Pá Fenice ASD Francesco Castegnaro Piergiacomo Marcolina Michael Zanetti |
| 2015 | Luca Virdis Davide Ceci Luca Ceci Dario Zampieri                       | Luca Ceci Paolo Marti Matteo Malucelli                               | Giacomo Do Rosario Matteo Do Rosario Cristian Berardi                         |
| 2016 | Dario Zampieri Davide Ceci Francesco Ceci                              | Luka Pajalunga Giacomo Del Rosario Matteo Do Rosario                 | Cristian Berardi Mattia Viel Francesco Toffoli Davide Plebani                 |

#### Perseguição individual
| Ano  | Vencedor             | Segundo                 | Terceiro                |
| ---- | -------------------- | ----------------------- | ----------------------- |
| 1939 | Olimpio Bizzi        |                         |                         |
| 1940 | Fausto Coppi         |                         | Adolfo Leoni            |
| 1941 | Fausto Coppi         |                         |                         |
| 1942 | Fausto Coppi         |                         |                         |
| 1943 | Antonio Bevilacqua   | Fiorenzo Magni          |                         |
| 1945 | Vito Ortelli         | Adolfo Leoni            |                         |
| 1946 | Vito Ortelli         |                         |                         |
| 1947 | Fausto Coppi         | Vito Ortelli            | Fiorenzo Magni          |
| 1948 | Fausto Coppi         | Fiorenzo Magni          |                         |
| 1949 | Antonio Bevilacqua   |                         |                         |
| 1950 | Antonio Bevilacqua   |                         |                         |
| 1951 | Antonio Bevilacqua   |                         |                         |
| 1952 | Donato Piazza        |                         |                         |
| 1953 | Donato Piazza        |                         |                         |
| 1954 | Guido Messina        |                         |                         |
| 1955 | Guido Messina        |                         |                         |
| 1956 | Guido Messina        |                         |                         |
| 1957 | Leandro Faggin       |                         |                         |
| 1958 | Leandro Faggin       |                         |                         |
| 1959 | Leandro Faggin       |                         |                         |
| 1960 | Leandro Faggin       |                         |                         |
| 1961 | Leandro Faggin       | Luigi Arienti           |                         |
| 1962 | Leandro Faggin       |                         |                         |
| 1963 | Leandro Faggin       | Francesco Costantino    | Alcide Cerato           |
| 1964 | Leandro Faggin       | Luigi Arienti           |                         |
| 1965 | Leandro Faggin       | Luigi Arienti           |                         |
| 1966 | Leandro Faggin       |                         |                         |
| 1967 | Leandro Faggin       |                         |                         |
| 1968 | Leandro Faggin       | Giacomo Fornoni         | Giampiero Macchi        |
| 1969 | Davide Boifava       | Lorenzo Bosisio         | Leandro Faggin          |
| 1970 | Giuseppe Rosolen     | Lorenzo Bosisio         | Gianni Fusar Imperatore |
| 1971 | Pietro Guerra        | Lorenzo Bosisio         | Gianni Fusar Imperatore |
| 1972 | Pietro Guerra        | Gianni Fusar Imperatore | Romano Tumellero        |
| 1973 | Davide Boifava       | Giacomo Bazzan          | Sigfrido Fontanelli     |
| 1974 | Luciano Borgognoni   | Simone Fraccaro         | Giacomo Bazzan          |
| 1975 | Pietro Algeri        | Luciano Borgognoni      | Bruno Zanoni            |
| 1976 | Luciano Borgognoni   | Simone Fraccaro         | Bruno Zanoni            |
| 1977 | Simone Fraccaro      | Osvaldo Bettoni         | Walter Polini           |
| 1978 | Simone Fraccaro      | Luciano Borgognoni      | Osvaldo Bettoni         |
| 1979 | Roberto Visentini    | Simone Fraccaro         | Dante Morandi           |
| 1980 | Francesco Moser      | Roberto Visentini       | Luciano Borgognoni      |
| 1981 | Francesco Moser      | Bruno Leali             | Orfeo Pizzoferrato      |
| 1982 | Maurizio Bidinost    | Pierangelo Bincoletto   | Ivano Maffei            |
| 1983 | Maurizio Bidinost    | Raniero Gradi           | Roberto Bressan         |
| 1984 | Francesco Moser      | Silvestro Milani        | Maurizio Bidinost       |
| 1985 | Maurizio Bidinost    |                         |                         |
| 1986 | Maurizio Bidinost    | Silvestro Milani        |                         |
| 1987 | Francesco Moser      |                         |                         |
| 1989 | Silvio Martinello    |                         |                         |
| 1993 | Gianni Patuelli      |                         |                         |
| 2003 | Alessandro Mazzolani | Stefano Marengo         | Claudio Masnata         |
| 2004 | Francesco Giuliani   | Alan Marangoni          | Stefano Marengo         |
| 2005 | Alan Marangoni       | Marco Pinotti           |                         |
| 2006 | Marco Pinotti        | Alan Marangoni          | Enrico Peruffo          |
| 2007 | Giairo Ermeti        | Marco Pinotti           | Marco Coledan           |
| 2008 | Marco Coledan        | Giairo Ermeti           | Davide Cimolai          |
| 2009 | Marco Coledan        | Giairo Ermeti           | Davide Cimolai          |
| 2010 | Alessandro De Marchi | Giairo Ermeti           | Marco Coledan           |
| 2011 | Elia Viviani         | Alessandro De Marchi    | Gianluca Leonardi       |
| 2012 | Marco Coledan        | Alessandro De Marchi    | Davide Martinelli       |
| 2013 | Marco Coledan        | Elia Viviani            | Paolo Simion            |
| 2014 | Marco Coledan        | Elia Viviani            | Liam Bertazzo           |
| 2016 | Michele Scartezzini  | Francesco Lamon         | Francesco Castegnaro    |

#### Perseguição por equipas
| Ano  | Vencedor                                                                              | Segundo                                                                                  | Terceiro                                                                                 |
| ---- | ------------------------------------------------------------------------------------- | ---------------------------------------------------------------------------------------- | ---------------------------------------------------------------------------------------- |
| 2003 | -- Angelo Ciccone Francesco Giuliani Stefano Marengo Claudio Masnata                  | Cycling Team Eternedile Loris Gobbi Alan Marangoni Alessandro Mazzolani Matteo Montaguti | Sirene Blu Pedale Scaligero Roberto Borgato Mirko Bresaola Luca Capuzzo Martino Marcotto |
| 2004 | -- Angelo Ciccone Francesco Giuliani Martino Marcotto Stefano Marengo                 | -- Manuel Belletti Loris Gobbi Alan Marangoni Matteo Montaguti                           | -- Gianpolo Biolo Giovanni Carini Enrico Degano Ivan Ravaioli                            |
| 2005 | Veneto TEM Dario Benenati Federico Bontorin Martino Marcotto Saveriano Sangion        | Misto Angelo Ciccone Francesco Giuliani Claudio Masnata Ivan Ravaioli                    |                                                                                          |
| 2006 | Veneto TEM Gianpolo Biolo Alessandro Cantone Daniel Oss Enrico Peruffo                | Veneto C Matteo Busato Nicola Cortivo Alan Marangoni Martino Marcotto                    | Veneto B Alessandro Bernardini Samuel Marangoni Francesco Tomei Alex Buttazzoni          |
| 2007 | Misto Claudio Cucinotta Alessandro De Marchi Giairo Ermeti Matteo Montaguti           | Veneto TEM Gianpolo Biolo Alessandro Cantone Marco Coledan Enrico Peruffo                | U.S. Fausto Coppi Matteo Busato Mattia Ceola Alan Marangoni Martino Marcotto             |
| 2008 | Veneto TEM Alex Buttazzoni Davide Cimolai Gianni Dá Ros Jacopo Guarnieri Elia Viviani | -- Claudio Cucinotta Giairo Ermeti Matteo Montaguti Giacomo Nizzolo                      | -- Gianpolo Biolo Omar Bertazzo Marco Coledan Alessandro De Marchi Filippo Fortin        |
| 2009 | Marchiol-Pasta Montegrappa Davide Cimolai Jacopo Guarnieri Daniel Oss Elia Viviani    | Misto Omar Bertazzo Marco Coledan Alessandro De Marchi Luca Pirini                       | LPR-Farnese Marco Cattaneo Claudio Cucinotta Giairo Ermeti Matteo Montaguti              |
| 2010 | Misto Alex Buttazzoni Angelo Ciccone Marco Coledan Alessandro De Marchi               | Misto Omar Bertazzo Claudio Cucinotta Giairo Ermeti Matteo Montaguti                     | Misto Riccardo Biasio Davide Cimolai Daniel Oss Elia Viviani                             |
| 2011 | -- Omar Bertazzo Alex Buttazzoni Alessandro De Marchi Giairo Ermeti Filippo Fortin    | -- Davide Cimolai Michele Scartezzini Paolo Simion Elia Viviani                          | -- Ivan Balykin Maurizio Damiano Antonio Marchiori Nicolò Rocchi                         |
| 2012 | -- Alex Buttazzoni Angelo Ciccone Alessandro De Marchi Elia Viviani                   | -- Marco Coledan Ignazio Moser Michele Scartezzini Paolo Simion                          | -- Omar Bertazzo Christian Grazian Lorenzo Lancini Kevin Leveghi Piergiacomo Marcolina   |
| 2013 | Misto Elia Viviani Marco Coledan Alex Buttazzoni Paolo Simion                         | Misto Francesco Lamon Luca Pacioni Oliviero Troia Simone Consonni                        | Misto Francesco Castegnaro Stefano Ippolito Kevin Leveghi Gianmarco Serri                |
| 2014 | Misto Michael Bresciani Francesco Castegnaro Piergiacomo Marcolina Alex Buttazzoni    | Colpack Simone Consonni Francesco Lamon Davide Martinelli Oliviero Troia                 | Misto Manuel Cazzaro Matteo Malucelli Maurizio Damiano Alessandro Pet                    |

#### Corrida por pontos
| Ano  | Vencedor              | Segundo               | Terceiro         |
| ---- | --------------------- | --------------------- | ---------------- |
| 1980 | Vittorio Algeri       | Giovanni Mantovani    | Osvaldo Bettoni  |
| 1981 | Paolo Rosola          | Marco Cattaneo        | Luigi Moro       |
| 1982 | Pierangelo Bincoletto | Maurizio Bidinost     | Pietro Algeri    |
| 1983 | Nazzareno Berto       | Raniero Gradi         | Alberto Saronni  |
| 1984 | Valerio Piva          | Nedo Pinori           | Vittorio Algeri  |
| 1985 | Stefano Allocchio     |                       |                  |
| 1987 | Adriano Baffi         |                       |                  |
| 1988 | Adriano Baffi         |                       |                  |
| 1989 | Stefano Allocchio     |                       |                  |
| 1990 | Silvio Martinello     |                       |                  |
| 1991 | Silvio Martinello     |                       |                  |
| 1993 | Giovanni Lombardi     |                       |                  |
| 1995 | Silvio Martinello     |                       |                  |
| 1996 | Silvio Martinello     |                       |                  |
| 1997 | Silvio Martinello     |                       |                  |
| 1998 | Silvio Martinello     |                       |                  |
| 1999 | Adriano Baffi         |                       |                  |
| 2000 | Silvio Martinello     |                       |                  |
| 2003 | Angelo Ciccone        | Giovanni Carini       | Enrico Rossi     |
| 2004 | Fabio Masotti         | Angelo Ciccone        | Ivan Ravaioli    |
| 2005 | Matteo Montaguti      | Angelo Ciccone        | Enrico Degano    |
| 2006 | Angelo Ciccone        | Martino Marcotto      | Fabio Masotti    |
| 2007 | Martino Marcotto      | Matteo Montaguti      | Alan Marangoni   |
| 2008 | Alex Buttazzoni       | Elia Viviani          | Martino Marcotto |
| 2009 | Angelo Ciccone        | Davide Cimolai        | Giairo Ermeti    |
| 2010 | Davide Cimolai        | Angelo Ciccone        | Manuel Cazzaro   |
| 2011 | Elia Viviani          | Angelo Ciccone        | Tomas Alberio    |
| 2012 | Marco Coledan         | Alessandro De Marchi  | Elia Viviani     |
| 2013 | Elia Viviani          | Francesco Castegnaro  | Marco Coledan    |
| 2014 | Francesco Lamon       | Liam Bertazzo         | Marco Coledan    |
| 2016 | Francesco Lamon       | Carloalberto Giordani | Alex Buttazzoni  |

#### Americana
| Ano  | Vencedor                            | Segundo                            | Terceiro                                   |
| ---- | ----------------------------------- | ---------------------------------- | ------------------------------------------ |
| 2003 | Samuele Marzoli Marco Villa         | Angelo Ciccone Fabio Masotti       | Michele Calvaresi Martino Marcotto         |
| 2004 | Angelo Ciccone Fabio Masotti        | Francesco Marenghi Stefano Marengo | Martino Marcotto Mirko Masola              |
| 2005 | Angelo Ciccone Fabio Masotti        | Loris Gobbi Mirko Masola           | Gianpolo Biolo Martino Marcotto            |
| 2006 | Angelo Ciccone Fabio Masotti        | Samuele Marzoli Giairo Ermeti      | Andrea Pinos Alex Buttazzoni               |
| 2007 | Angelo Ciccone Fabio Masotti        | Alex Buttazzoni Jacopo Guarnieri   | Gianpolo Biolo Matteo Montaguti            |
| 2008 | Alex Buttazzoni Jacopo Guarnieri    | Matteo Montaguti Andrea Pinos      | Paolo Capponcelli Martino Marcotto         |
| 2009 | Alex Buttazzoni Angelo Ciccone      | Jacopo Guarnieri Elia Viviani      | Giairo Ermeti Matteo Montaguti             |
| 2010 | Angelo Ciccone Fabio Masotti        | Gianpolo Biolo Alex Buttazzoni     | Francesco Chicchi Elia Viviani             |
| 2011 | Davide Cimolai Elia Viviani         | Angelo Ciccone Fabio Masotti       | Liam Bertazzo Omar Bertazzo                |
| 2012 | Michele Scartezzini Elia Viviani    | Alex Buttazzoni Angelo Ciccone     | Liam Bertazzo Omar Bertazzo                |
| 2013 | Michele Scartezzini Elia Viviani    | Paolo Simion Marco Coledan         | Alex Buttazzoni Giairo Ermeti              |
| 2014 | Simone Consonni Francesco Lamon     | Alex Buttazzoni Manuel Cazzaro     | Francesco Castegnaro Piergiacomo Marcolina |
| 2018 | Michele Scartezzini Francesco Lamon | Matteo Donegà Davide Viganò        | Stefano Moro Attilio Viviani               |
| 2019 | Michele Scartezzini Francesco Lamon | Stefano Moro Davide Plebani        | Diego Bosini Carloalberto Giordani         |

#### Scratch
| Ano  | Vencedor          | Segundo               | Terceiro         |
| ---- | ----------------- | --------------------- | ---------------- |
| 2003 | Samuele Marzoli   | Danilo Napolitano     | Fabio Masotti    |
| 2004 | Claudio Masnata   | Giovanni Carini       | Antonio Bottoli  |
| 2005 | Fabio Masotti     | Davide Pontiroli      | Alan Marangoni   |
| 2006 | Alan Marangoni    | Daniele Menaspà       | Fabio Masotti    |
| 2007 | Giairo Ermeti     | Fabio Masotti         | Angelo Ciccone   |
| 2008 | Claudio Cucinotta | Elia Viviani          | Alan Marangoni   |
| 2009 | Davide Cimolai    | Fabrizio Braggion     | Matteo Montaguti |
| 2010 | Alex Buttazzoni   | Francesco Chicchi     | Matteo Pelucchi  |
| 2011 | Davide Cimolai    | Elia Viviani          | Alex Buttazzoni  |
| 2012 | Alex Buttazzoni   | Liam Bertazzo         | Mirko Nosotti    |
| 2013 | Alex Buttazzoni   | Francesco Castegnaro  | Elia Viviani     |
| 2014 | Alex Buttazzoni   | Piergiacomo Marcolina | Riccardo Donato  |

#### Omnium
| Ano  | Vencedor        | Segundo              | Terceiro              |
| ---- | --------------- | -------------------- | --------------------- |
| 2008 | Davide Cimolai  | Francesco Barattieri | Gaetano Romaggioli    |
| 2009 | Elia Viviani    | Gianpolo Biolo       | Davide Cimolai        |
| 2010 | Elia Viviani    | Gianpolo Biolo       | Alessandro Bernardini |
| 2011 | Giairo Ermeti   | Angelo Ciccone       | Alex Buttazzoni       |
| 2012 | Angelo Ciccone  | Niccolò Bonifazio    | Michele Scartezzini   |
| 2013 | Simone Consonni | Francesco Castegnaro | Michele Scartezzini   |
| 2014 | Elia Viviani    | Marco Coledan        | Simone Consonni       |
| 2016 | Simone Consonni | Liam Bertazzo        | Francesco Lamon       |
| 2018 | Francesco Lamon | Liam Bertazzo        | Attilio Viviani       |
| 2019 | Elia Viviani    | Francesco Lamon      | Davide Plebani        |

#### Derny
| Ano  | Vencedor             | Segundo             | Terceiro             |
| ---- | -------------------- | ------------------- | -------------------- |
| 2007 | Alan Marangoni       | Angelo Ciccone      | Marco Villa          |
| 2008 | Samuele Marzoli      | Alan Marangoni      | Matteo Montaguti     |
| 2009 | Angelo Ciccone       | Matteo Montaguti    | Fabrizio Braggion    |
| 2010 | Alessandro Bertolini | Alex Buttazzoni     | Alessandro De Marchi |
| 2011 | Manuel Cazzaro       | Tomas Alberio       | Alessandro Bertolini |
| 2012 | Elia Viviani         | Manuel Cazzaro      | Omar Bertazzo        |
| 2013 | Marco Coledan        | Manuel Cazzaro      | Elia Viviani         |
| 2014 | Alex Buttazzoni      | Omar Bertazzo       | Francesco Castegnaro |
| 2015 | Michele Scartezzini  | Alex Buttazzoni     | Francesco Castegnaro |
| 2016 | Francesco Castegnaro | Michele Scartezzini | Giacomo Gallio       |
| 2017 | Riccardo Minali      | Michele Scartezzini | Davide Viganò        |

### Mulheres

#### 500 metros
| Ano  | Vencedor           | Segundo            | Terceiro             |
| ---- | ------------------ | ------------------ | -------------------- |
| 1995 | Antonella Bellutti | Giovanna Troldi    | Alessia Bufalini     |
| 1996 | Antonella Bellutti | Evelyn Boschetto   | Giovanna Troldi      |
| 1997 | Antonella Bellutti | Giovanna Troldi    | Alessia Bufalini     |
| 1998 | Antonella Bellutti | Giovanna Troldi    | Alessia Bufalini     |
| 1999 | Antonella Bellutti |                    |                      |
| 2000 | Antonella Bellutti | Annamaria Scafetta | Alessia Bufalini     |
| 2001 | Silvia Scarel      | Lisa Gatto         | Alessia Bufalini     |
| 2002 | Lisa Gatto         | Annamaria Scafetta | Laura Betto          |
| 2003 | Annamaria Scafetta | Monia Baccaille    | Giovanna Troldi      |
| 2004 | Elisa Frisoni      | Silvia Scarel      | Giovanna Troldi      |
| 2005 | Elisa Frisoni      | Annalisa Cucinotta | Lisa Gatto           |
| 2006 | Elisa Frisoni      | Lisa Gatto         | Annalisa Cucinotta   |
| 2007 | Elisa Frisoni      | Annalisa Cucinotta | Laura Doria          |
| 2008 | Elisa Frisoni      | Maddalena Dinato   | Laura Doria          |
| 2009 | Elisa Frisoni      | Maddalena Dinato   | Valentina Scandolara |
| 2010 | Elisa Frisoni      | Maddalena Dinato   | Laura Doria          |
| 2011 | Elisa Frisoni      | Giulia Donato      | Manuela Grillo       |
| 2012 | Elisa Frisoni      | Annalisa Cucinotta | Stella Tomassini     |
| 2013 | Annalisa Cucinotta | Simona Frapporti   | Chiara Vannucci      |
| 2014 | Simona Frapporti   | Annalisa Cucinotta | Maila Andreotti      |

#### Keirin
| Ano  | Vencedor           | Segundo            | Terceiro           |
| ---- | ------------------ | ------------------ | ------------------ |
| 2002 | Annamaria Scafetta | Vania Rossi        | Laura Betto        |
| 2003 | Annamaria Scafetta | Vania Rossi        | Monia Baccaille    |
| 2004 | Elisa Frisoni      | Annamaria Scafetta | Vania Rossi        |
| 2005 | Elisa Frisoni      | Annamaria Scafetta | Annalisa Cucinotta |
| 2006 | Elisa Frisoni      | Annalisa Cucinotta | Annamaria Scafetta |
| 2007 | Annalisa Cucinotta | Elisa Frisoni      | Laura Doria        |
| 2008 | Elisa Frisoni      | Annalisa Cucinotta | Annamaria Scafetta |
| 2009 | Elisa Frisoni      | Federica Primavera | Barbara Guarischi  |
| 2010 | Elisa Frisoni      | Annamaria Scafetta | Laura Doria        |
| 2011 | Elisa Frisoni      | Monia Baccaille    | Elena Cecchini     |
| 2012 | Giulia Donato      | Annalisa Cucinotta | Elisa Frisoni      |
| 2013 | Giorgia Bronzini   | Simona Frapporti   | Marta Tagliaferro  |
| 2014 | Maila Andreotti    | Annalisa Cucinotta | Marta Bastianelli  |
| 2017 | Maila Andreotti    | Elena Bissolati    | Miriam Vece        |
| 2018 | Martina Fidanza    | Francesca Selva    | Miriam Vece        |
| 2019 | Martina Fidanza    | Elena Bissolati    | Rachele Barbieri   |

#### Velocidade
| Ano  | Vencedor             | Segundo              | Terceiro              |
| ---- | -------------------- | -------------------- | --------------------- |
| 1968 | Giuditta Longari     | Elisabetta Maffeis   |                       |
| 1969 | Giuditta Longari     | Elisabetta Maffeis   |                       |
| 1970 | Giuditta Longari     |                      |                       |
| 1971 | Morena Tartagni      | Ivana Panzi          | Giuseppa Micheloni    |
| 1972 | Morena Tartagni      | Luigina Bissoli      | Ivana Panzi           |
| 1973 | Luigina Bissoli      | Tosca Argentino      | Maria Pecchenini      |
| 1974 | Luigina Bissoli      | Carmen Menegaldo     | Giuseppa Micheloni    |
| 1975 | Luigina Bissoli      | Giuseppa Micheloni   | Anna Morlacchi        |
| 1976 | Luigina Bissoli      | Morena Tartagni      | Bruna Cancelli        |
| 1977 | Luigina Bissoli      | Rossella Galbiati    | Emanuelle Lorenzon    |
| 1978 | Luigina Bissoli      | Rossella Galbiati    | Adalberta Marcuccetti |
| 1979 | Luigina Bissoli      | Rossella Galbiati    | Michela Tomasi        |
| 1980 | Rossella Galbiati    | Michela Tomasi       | Rosanna Piantoni      |
| 1981 | Rossella Galbiati    | Michela Tomasi       | Roberta Ciceri        |
| 1982 | Michela Tomasi       | Patrizia Spadaccini  | Rossella Galbiati     |
| 1983 | Rossella Galbiati    | Rosanna Piantoni     | Patrizia Spadaccini   |
| 1984 | Rossella Galbiati    | Elisabetta Fanton    | Maria Mosole          |
| 1985 | Elisabetta Fanton    |                      |                       |
| 1986 | Elisabetta Fanton    |                      |                       |
| 1987 | Elisabetta Fanton    |                      |                       |
| 1988 | Elisabetta Fanton    |                      |                       |
| 1989 | Elisabetta Fanton    |                      |                       |
| 1990 | Francesca Galli      |                      |                       |
| 1991 | Serenella Bortolotto |                      |                       |
| 1992 | Serenella Bortolotto | Simona Muzzioli      | Alessia Bufalini      |
| 1993 | Alessia Bufalini     | Sara Felloni         | Samanta Costa         |
| 1994 | Alessia Bufalini     | Sara Felloni         | Marica Berardi        |
| 1995 | Giovanna Troldi      | Alessia Bufalini     | Serenella Bortolotto  |
| 1996 | Giovanna Troldi      | Evelyn Boschetto     | Alessia Bufalini      |
| 1997 | Antonella Bellutti   | Giovanna Troldi      | Alessia Bufalini      |
| 1998 | Giovanna Troldi      | Alessia Bufalini     | Roberta Passoni       |
| 1999 | Antonella Bellutti   |                      |                       |
| 2000 | Annamaria Scafetta   | Alessia Bufalini     | Giovanna Troldi       |
| 2002 | Annamaria Scafetta   | Marilisa Remachó     | Elisa Maggini         |
| 2003 | Annamaria Scafetta   | Monia Baccaille      | Elisa Maggini         |
| 2004 | Elisa Frisoni        | Annamaria Scafetta   | Laura Pisaneschi      |
| 2005 | Elisa Frisoni        | Annalisa Cucinotta   | Annamaria Scafetta    |
| 2006 | Elisa Frisoni        | Annalisa Cucinotta   | Annamaria Scafetta    |
| 2007 | Elisa Frisoni        | Simona Frapporti     | Erika Dalpiaz         |
| 2008 | Elisa Frisoni        | Valentina Alessio    | Serena Mensa          |
| 2009 | Elisa Frisoni        | Valentina Scandolara | Maddalena Dinato      |
| 2010 | Elisa Frisoni        | Annamaria Scafetta   | Valentina Scandolara  |
| 2011 | Elisa Frisoni        | Monia Baccaille      | Annamaria Scafetta    |
| 2012 | Elisa Frisoni        | Annalisa Cucinotta   | Sara Consolati        |
| 2013 | Annalisa Cucinotta   | Giorgia Bronzini     | Barbara Guarischi     |
| 2014 | Maila Andreotti      | Annalisa Cucinotta   | Nicole Maffietti      |
| 2017 | Maila Andreotti      | Miriam Vece          | Elena Bissolati       |
| 2018 | Miriam Vece          | Elena Bissolati      | Glória Manzoni        |
| 2019 | Miriam Vece          | Elena Bissolati      | Martina Fidanza       |

#### Velocidade por equipas
| Ano  | Vencedor                                 | Segundo                                          | Terceiro                                    |
| ---- | ---------------------------------------- | ------------------------------------------------ | ------------------------------------------- |
| 2007 | -- Elisa Frisoni Lisa Gatto              | -- Laura Doria Simona Frapporti                  | -- Monia Baccaille Silvia Valsecchi         |
| 2008 | -- Elisa Frisoni Lisa Gatto              | -- Valentina Alessio Laura Doria                 | -- Alessandra De Ettorre Annamaria Scafetta |
| 2009 | -- Monia Baccaille Elisa Frisoni         | -- Laura Doria Federica Primavera                | -- Barbara Guarischi Gloria Presti          |
| 2010 | -- Elisa Frisoni Marta Tagliaferro       | -- Maddalena Dinato Annamaria Scafetta           | -- Chiara Bortolus Martina Corazza          |
| 2011 | -- Elisa Frisoni Manuela Grillo          | -- Elena Cecchini Marta Tagliaferro              | -- Annamaria Scafetta Valentina Scandolara  |
| 2012 | -- Giulia Donato Simona Frapporti        | -- Sara Consolati Stella Tomassini               | -- Beatrice Bartelloni Annalisa Cucinotta   |
| 2013 | BePink Simona Frapporti Silvia Valsecchi | GS Forestale Giorgia Bronzini Annalisa Cucinotta | Misto Beatrice Bartelloni Barbara Guarischi |
| 2014 | -- Maila Andreotti Annalisa Cucinotta    | Astaná BePink Simona Frapporti Silvia Valsecchi  | -- Beatrice Bartelloni Marta Bastianelli    |

#### Perseguição individual
| Ano  | Vencedor             | Segundo                | Terceiro                  |
| ---- | -------------------- | ---------------------- | ------------------------- |
| 1966 | Florinda Parenti     |                        |                           |
| 1967 | Morena Tartagni      |                        |                           |
| 1968 | Morena Tartagni      | Elisabetta Maffeis     | Maria Cressari            |
| 1969 | Morena Tartagni      | Elisabetta Maffeis     |                           |
| 1970 | Morena Tartagni      | Remachó                | Dol. Farris               |
| 1971 | Morena Tartagni      | Elisabetta Maffeis     | Maria Cressari            |
| 1972 | Morena Tartagni      | Maria Cressari         | Elisabetta Maffeis        |
| 1973 | Maria Cressari       | Morena Tartagni        | Luigina Bissoli           |
| 1974 | Maria Cressari       | Giuseppa Micheloni     | Luigina Bissoli           |
| 1975 | Luigina Bissoli      | Giuseppa Micheloni     | Morena Tartagni           |
| 1976 | Luigina Bissoli      | Morena Tartagni        | Bruna Cancelli            |
| 1977 | Luigina Bissoli      | Giuseppa Micheloni     | Morena Tartagni           |
| 1978 | Luigina Bissoli      | Rossella Galbiati      | Adalberta Marcuccetti     |
| 1979 | Luigina Bissoli      | Francesca Galli        | Rosanna Piantoni          |
| 1980 | Luigina Bissoli      | Francesca Galli        | Rossella Galbiati         |
| 1981 | Rossella Galbiati    | Francesca Galli        | Michela Tomasi            |
| 1982 | Rossella Galbiati    | Patrizia Spadaccini    | Maria Canins              |
| 1983 | Rossella Galbiati    | Benettolo              | Rosanna Piantoni          |
| 1984 | Rossella Galbiati    | Patrizia Spadaccini    | Francesca Galli           |
| 1985 | Rossella Galbiati    |                        |                           |
| 1986 | Imelde Galbiati      |                        |                           |
| 1987 | Rossella Galbiati    |                        |                           |
| 1988 | Francesca Galli      |                        |                           |
| 1989 | Maria Canins         |                        |                           |
| 1990 | Francesca Galli      |                        |                           |
| 1991 | Gabriella Pregnolato |                        |                           |
| 1992 | Gabriella Pregnolato | Antonella Bellutti     | Eloisa Schiavetti         |
| 1993 | Gabriella Pregnolato | Imelda Chiappa         | Eloisa Schiavetti         |
| 1994 | Antonella Bellutti   | Rebecca Hart           | Samanta Costa             |
| 1995 | Antonella Bellutti   | Gabriella Pregnolato   | Imelda Chiappa            |
| 1996 | Antonella Bellutti   | Alessandra Cappellotto | Valeria Bonaiti           |
| 1997 | Antonella Bellutti   | Roberta Ferrero        | Claudia Marsilio          |
| 1998 | Antonella Bellutti   | Gabriella Pregnolato   | Samanta Loschi            |
| 1999 | Antonella Bellutti   |                        |                           |
| 2000 | Antonella Bellutti   | Luisa Tamanini         | Giovanna Troldi           |
| 2002 | Lado Carrara         | Alessandra Borchi      | Emanuela Brigati          |
| 2003 | Giovanna Troldi      | Lado Carrara           | Alessandra Borchi         |
| 2004 | Giovanna Troldi      | Silvia Valsecchi       | Lisa Gatto                |
| 2005 | Lisa Gatto           | Rebecca Bertolo        | Giovanna Troldi           |
| 2006 | Silvia Valsecchi     | Giovanna Troldi        | Monia Baccaille           |
| 2007 | Tatiana Guderzo      | Silvia Valsecchi       | Monia Baccaille           |
| 2008 | Silvia Valsecchi     | Monia Baccaille        | Laura Doria               |
| 2009 | Tatiana Guderzo      | Silvia Valsecchi       | Laura Doria               |
| 2010 | Tatiana Guderzo      | Silvia Valsecchi       | Marta Bastianelli         |
| 2011 | Silvia Valsecchi     | Simona Frapporti       | Tatiana Guderzo           |
| 2012 | Simona Frapporti     | Beatrice Bartelloni    | Silvia Valsecchi          |
| 2014 | Silvia Valsecchi     | Tatiana Guderzo        | Maria Giulia Confalonieri |
| 2016 | Simona Frapporti     | Silvia Valsecchi       | Francesca Pattaro         |

#### Perseguição por equipas
| Ano  | Vencedor                                                                   | Segundo                                                                           | Terceiro                                                                             |
| ---- | -------------------------------------------------------------------------- | --------------------------------------------------------------------------------- | ------------------------------------------------------------------------------------ |
| 2008 | Misto Laura Doria Monia Baccaille Marta Tagliaferro                        | Lazio Giorgia Bronzini Annalisa Cucinotta Alessandra De Ettorre                   | Misto Alessandra Borchi Laura Basso Annamaria Scafetta                               |
| 2009 | G.S. Fiamme Azzurre Monia Baccaille Tatiana Guderzo Marta Tagliaferro      | Selle Italia-Ghezzi ASD Giada Borgato Gloria Presti Silvia Valsecchi              | Misto Laura Basso Laura Doria Stefania Vecchio                                       |
| 2010 | G.S. Fiamme Azzurre Monia Baccaille Marta Bastianelli Tatiana Guderzo      | ASD G.S. Top Girls Valentina Bastianelli Gloria Presti Silvia Valsecchi           | Misto Laura Basso Laura Doria Erica Olia                                             |
| 2011 | ASD G.S. Top Girls Simona Frapporti Gloria Presti Silvia Valsecchi         | G.S. Fiamme Azzurre Monia Baccaille Tatiana Guderzo Marta Tagliaferro             | Misto Giada Borgato Alessandra De Ettorre Giulia Donato                              |
| 2012 | Misto Beatrice Bartelloni Maria Giulia Confalonieri Chiara Vannucci        | BePink Giulia Donato Simona Frapporti Silvia Valsecchi                            | G.S. Fiamme Azzurre Marta Bastianelli Elena Cecchini Marta Tagliaferro               |
| 2013 | Misto Tatiana Guderzo Elena Cecchini Marta Tagliaferro Beatrice Bartelloni | Misto Maria Giulia Confalonieri Simona Frapporti Silvia Valsecchi Chiara Vannucci | Misto Ana Maria Covrig Michela Pavin Laura Basso Alessandra De Ettorre               |
| 2014 | Misto Tatiana Guderzo Elena Cecchini Marta Tagliaferro Beatrice Bartelloni | BePink Ana Maria Covrig Simona Frapporti Silvia Valsecchi Michela Maltese         | Misto Annalisa Cucinotta Maria Giulia Confalonieri Francesca Pattaro Arianna Fidanza |

#### Corrida por pontos
| Ano  | Vencedor                  | Segundo                | Terceiro              |
| ---- | ------------------------- | ---------------------- | --------------------- |
| 1990 | Francesca Galli           |                        |                       |
| 1991 | Eloisa Schiavetti         |                        |                       |
| 1992 | Eloisa Schiavetti         | Rossella Galbiati      | Laura Calliope        |
| 1993 | Simona Muzzioli           | Imelda Chiappa         | Sara Felloni          |
| 1994 | Roberta Bonanomi          | Roberta Ferrero        | Rebecca Hart          |
| 1995 | Nada Cristofoli           | Sara Felloni           | Imelda Chiappa        |
| 1996 | Simona Muzzioli           | Alessandra Cappellotto | Roberta Bonanomi      |
| 1997 | Antonella Bellutti        | Giovanna Troldi        | Alessandra De Ettorre |
| 1998 | Gabriella Pregnolato      | Giovanna Troldi        | Nada Cristofoli       |
| 1999 | Lado Carrara              |                        |                       |
| 2000 | Giovanna Troldi           | Antonella Bellutti     | Luisa Tamanini        |
| 2002 | Lado Carrara              | Lisa Gatto             | Katia Longhin         |
| 2003 | Laura Pisaneschi          | Milena Pirola          | Giorgia Bronzini      |
| 2004 | Emanuela Brigati          | Silvia Valsecchi       | Laura Pisaneschi      |
| 2005 | Alessandra Borchi         | Rebecca Bertolo        | Annalisa Cucinotta    |
| 2006 | Alessandra De Ettorre     | Lado Carrara           | Silvia Valsecchi      |
| 2007 | Lado Carrara              | Alessandra De Ettorre  | Marina Romoli         |
| 2008 | Giorgia Bronzini          | Eleonora Soldo         | Marta Tagliaferro     |
| 2009 | Giorgia Bronzini          | Silvia Valsecchi       | Valentina Scandolara  |
| 2010 | Giorgia Bronzini          | Silvia Valsecchi       | Monia Baccaille       |
| 2011 | Monia Baccaille           | Giorgia Bronzini       | Gloria Presti         |
| 2012 | Giorgia Bronzini          | Marta Tagliaferro      | Simona Frapporti      |
| 2013 | Elena Cecchini            | Barbara Guarischi      | Tatiana Guderzo       |
| 2014 | Tatiana Guderzo           | Simona Frapporti       | Annalisa Cucinotta    |
| 2016 | Maria Giulia Confalonieri | Simona Frapporti       | Silvia Valsecchi      |

#### Scratch
| Ano  | Vencedor              | Segundo               | Terceiro                |
| ---- | --------------------- | --------------------- | ----------------------- |
| 2002 | Lisa Gatto            | Alessandra De Ettorre | Katia Longhin           |
| 2003 | Giovanna Troldi       | Giorgia Bronzini      | Eleonora Soldo          |
| 2004 | Annamaria Scafetta    | Daniela Fusar Poli    | Giovanna Troldi         |
| 2005 | Lisa Gatto            | Eleonora Soldo        | Elisa Frisoni           |
| 2006 | Alessandra De Ettorre | Lado Carrara          | Monia Baccaille         |
| 2007 | Annalisa Cucinotta    | Lado Carrara          | Monia Baccaille         |
| 2008 | Monia Baccaille       | Alessandra De Ettorre | Alessandra Borchi       |
| 2009 | Elisa Frisoni         | Giorgia Bronzini      | Barbara Guarischi       |
| 2010 | Giorgia Bronzini      | Elisa Frisoni         | Barbara Guarischi       |
| 2011 | Tatiana Guderzo       | Giorgia Bronzini      | Elena Cecchini          |
| 2012 | Silvia Valsecchi      | Giulia Donato         | Barbara Guarischi       |
| 2013 | Annalisa Cucinotta    | Marta Tagliaferro     | Laura Basso             |
| 2014 | Silvia Valsecchi      | Annalisa Cucinotta    | Marta Tagliaferro       |
| 2016 | Simona Frapporti      | Rachele Barbieri      | Maria Vittoria Sperotto |

#### Omnium
| Ano  | Vencedor          | Segundo                   | Terceiro                  |
| ---- | ----------------- | ------------------------- | ------------------------- |
| 2009 | Monia Baccaille   | Valentina Scandolara      | Marta Tagliaferro         |
| 2010 | Monia Baccaille   | Marta Tagliaferro         | Gloria Presti             |
| 2011 | Monia Baccaille   | Simona Frapporti          | Silvia Valsecchi          |
| 2012 | Giulia Donato     | Simona Frapporti          | Maria Giulia Confalonieri |
| 2013 | Marta Tagliaferro | Annalisa Cucinotta        | Giulia Donato             |
| 2014 | Simona Frapporti  | Annalisa Cucinotta        | Tatiana Guderzo           |
| 2016 | Simona Frapporti  | Tatiana Guderzo           | Francesca Pattaro         |
| 2018 | Rachele Barbieri  | Maria Giulia Confalonieri | Chiara Consonni           |